# Mount Del Valle
Mount Del Valle ist ein Berg an der Oskar-II.-Küste des Grahamlands auf der Antarktischen Halbinsel. Er ragt auf der Nordseite der Jason-Halbinsel östlich des Medea Dome auf.
Das Advisory Committee on Antarctic Names benannte ihn 2008 nach dem argentinischen Geowissenschaftler Rodolfo del Valle vom Instituto Antártico Argentino, der seit den 1970er Jahren geologische Studien auf der Antarktischen Halbinsel betrieben hatte.